# Surus (chef éduen)
Pour les articles homonymes, voir Surus.
Surus ou Suros est un chef éduen, adversaire de Rome, capturé par Titus Labienus, en -51.

## Biographie
Surus est l'unique chef éduen encore en armes contre les Romains. Il est fait prisonnier au cours de la bataille opposant Titus Labienus aux Trévires révoltés. Cette action termina la guerre des Gaules.
C'est un chef distingué par son courage et la noblesse de sa naissance.

## Informations complémentaires
Une urne fut recueillie au polyandre des « Champs des Urnes », près de la pyramide de Couhard à Autun. Sur l'une des anses il était possible de lire « J. SURI CNL ». D'aucuns ont prétendu[Qui ?] qu'il s'agissait de l'urne funéraire de Julius Sur(r)us, qui aurait mieux aimé se donner la mort que de se soumettre aux Romains. Joseph Rosni dans son Histoire d'Autun (p.270) dit qu'il a vu cette urne dite de Surus au château de Montjeu avec plusieurs autres provenant des polyandres d'Autun.